# Eryngium

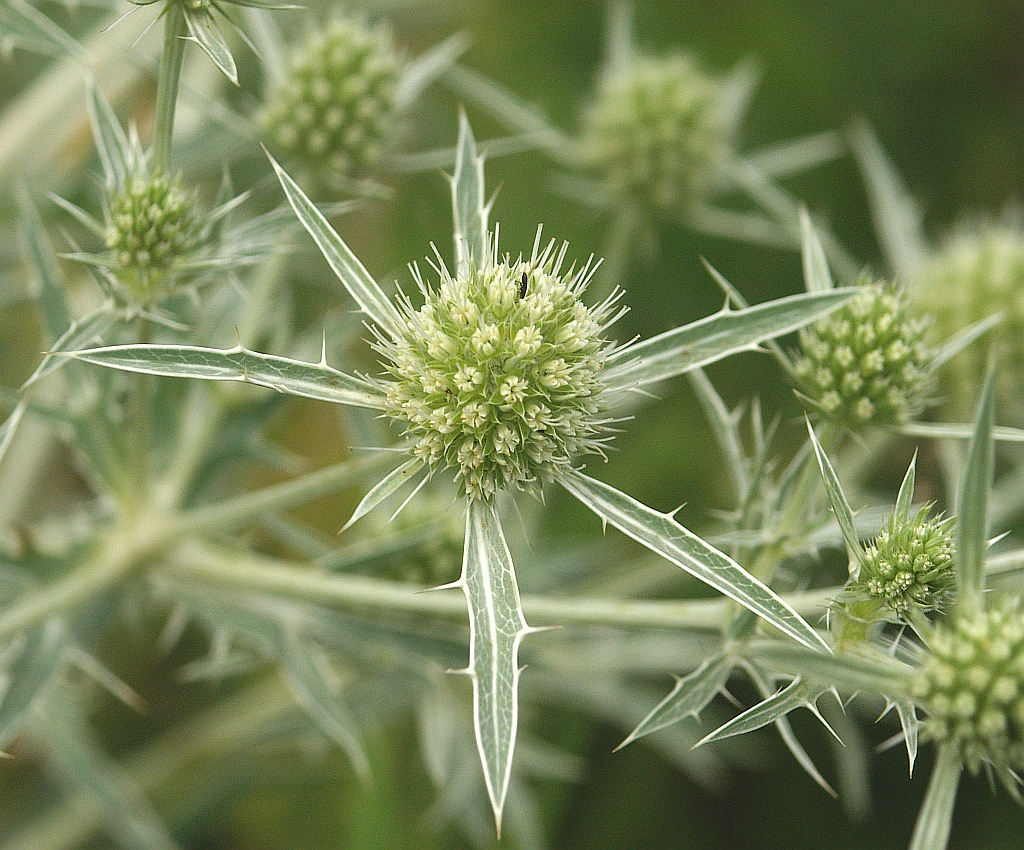
Eryngium campestre.

Eryngium L. é um género de cerca de 230 espécies de plantas anuais e perenes. Apresentam distribuição cosmopolita, com o centro de diversidade na América do Sul. Algumas espécies são nativas de áreas rochosas e costeiras, ainda que a maioria viva em prados. O nome do género provém do grego ērúggion que designa uma planta conhecida como "barba-de-cabra".
No Brasil, algumas espécies são designadas como "língua-de-tucano" ou eríngio.
Têm folhas glabras e, geralmente, espinhosas, com umbelas em forma de cúpula, semelhantes às inflorescências dos cardos, com um verticilo de brácteas espinhosas basais.

## Espécies
Cerca de 230 espécies, incluindo:
- Eryngium agavifolium
- Eryngium alpinum
- Eryngium amethystinum
- Eryngium aquaticum
- Eryngium billardieri
- Eryngium bourgatii
- Eryngium bromelifolium
- Eryngium campestre
- Eryngium carlinae
- Eryngium caucasicum
- Eryngium corniculatum
- Eryngium creticum
- Eryngium cuneifolium
- Eryngium dichotomum
- Eryngium depressum
- Eryngium ebracteatum
- Eryngium eburneum
- Eryngium elegans
- Eryngium foetidum
- Eryngium giganteum
- Eryngium glaciale
- Eryngium humile
- Eryngium inaccessum
- Eryngium leavenworthii
- Eryngium maritimum
- Eryngium monocephalum
- Eryngium palmatum
- Eryngium pandanifolium
- Eryngium paniculatum
- Eryngium planum
- Eryngium prostratum
- Eryngium proteiflorum
- Eryngium ramboanum
- Eryngium rostratum
- Eryngium serbicum
- Eryngium serra
- Eryngium spinalba
- Eryngium tricuspidatum
- Eryngium triquetrum
- Eryngium variifolium
- Eryngium viviparum
- Eryngium yuccifolium

- «Lista completa»

Eryngium maritimum (cardo-marítimo) é uma das espécies, perene, nativa da Europa e frequente nas zonas costeiras. Caracteriza-se por uma roseta basal, cinzenta pálida ou verde prateada, de onde partem caules floríferos espinhoso, podendo atingir cerca de 50 cm de altura. É uma espécie muito frequente em jardins por quem aprecia as suas flores e folhagem superior de um azul metálico.
Outras espécies usadas como plantas ornamentais em jardins são também vulgarmente designadas como cardos-marítimos, ainda que a maioria não esteja sequer associada a habitats litorais. Entre as espécies mais conhecidas está a Eryngium bourgatii, planta perene com folhagem espinhosa de cor verde forte matizada de branco prateado. Floresce no Verão, formando inflorescências azul-cobalto, especialmente atractivas para as abelhas. Tem cerca de 30 a 60 cm de altura. Entre as espécies ornamentais, podemos ainda referir a Eryngium alpinum, E. variifolium, E. tripartitum, E. bromeliifolium, e a planta bianual E. giganteum.

## Usos
Muitas espécies de Eryngium têm sido utilizadas pelo ser humano ao longo do tempo. As raízes têm sido utilizadas como vegetal comestível ou na produção de doces. Outras raízes, como as das espécies E. yuccifolium e E. maritimum, são reconhecidas como anti-inflamatórias, podendo ter outras propriedades medicinais, como na cura de afecções da boca (aftas) devendo-se consumir com precaução e com os devidos esclarecimentos de especialistas, já que algumas espécies são tóxicas se tomadas em dose excessiva. Os rebentos e folhas jovens são, por vezes, utilizadas como sucedâneo dos espargos.

## Classificação do gênero
| Sistema | Classificação                    | Referência               |
| ------- | -------------------------------- | ------------------------ |
| Linné   | Classe Pentandria, ordem Digynia | Species plantarum (1753) |